# Risico-afkerigheid
Risico-afkerigheid of risico-aversie is gedrag van een economisch agent waarbij geprobeerd wordt risico's zo veel mogelijk te vermijden in plaats van deze op te zoeken. Het tegenovergestelde van risico-afkerigheid is risico-preferentie. Het begrip wordt gebruikt in de theoretische economie, de psychologie en de financiering en beleggingsleer. De vooruitzichttheorie houdt rekening met een grotere afkerigheid dan de verwachtenutshypothese.
Indien een economisch agent in een spel twee keuzen krijgt voorgelegd: ofwel direct € 50 uitbetaald krijgen, ofwel een 50% kans op of € 100 of op € 0, zal een agent met een uitgesproken risico-afkerigheid direct de voorkeur geven aan directe uitkering van 50 euro. Ook als het bedrag ineens een klein beetje onder de 50 euro komt te liggen, zal een risico-averse agent daar nog steeds de voorkeur aan geven. Een risico-neutrale agent zal geen voorkeur hebben voor een van deze twee voorgelegde opties. Een risico-zoekende agent geeft de voorkeur aan de voorgelegde keuze tussen 0 of 100 euro, zelfs als de kans op 100 euro tot net iets onder de 50% daalt.